# Guerra totale. Tra bombe alleate e violenze naziste
Guerra totale. Tra bombe alleate e violenze naziste è un saggio di argomento storico del 2005 di Gabriella Gribaudi.
(Gabriella Gribaudi)

## Contenuti
L'Europa prima del secondo conflitto mondiale non aveva conosciuto ancora un vero e proprio coinvolgimento delle popolazioni civili nei bombardamenti aerei. Numerosi invece furono gli esperimenti presso i territori coloniali (i sovietici in Kazakistan nel 1918, gli italiani in Libia nel 1911 e gli spagnoli in Marocco nel 1925).
Se, però, all'inizio del conflitto i raid servirono per lo più a colpire unità militari ed economiche, dopo l'armistizio e per tutto il perdurare del conflitto, la strategia mutò verso un concentramento verso le residenze civili e le infrastrutture verso i quali si veniva a creare una sorta di “gioco al rimpiattino” per il quale gli uni cercavano di colpire in anticipo i medesimi obiettivi degli altri per accelerarne l'avanzata o nell'altro caso per ritardarla.
L'obiettivo urbano, in particolare, si richiamava alla “concezione rinascimentale” della città intesa come unità spirituale di un popolo, riprendendo gli studi sulla psicologia del panico già analizzata tempo prima da Gustav Le Bon e sperimentata da Orson Wells.
Naturalmente Vittorio Emanuele III si illuse che gli alleati avrebbero diminuito le missioni dopo l'8 settembre 1943: Benevento, Capua, Cancello Arnone, Formia, Napoli, Itri, i ponti sul Garigliano, Minturno, Villa Literno, Gaeta, la stazione di Battipaglia furono tutti obiettivi colpiti per preparare lo sbarco a Salerno; solamente a Formia si contarono 584 vittime civili.
La situazione non migliorò dopo la svolta di Salerno e né il ritorno di Togliatti dall'Urss il 4 marzo 1944 servì a rassicurare gli alleati: «la sola frazione di Santa Maria Infrante sul Garigliano, conquistata e perduta dagli alleati per ben diciassette volte tra il 12 e il 14 maggio 1944, uscì dalla battaglia completamente distrutta». Qualcosa di molto simile accadde a Dresda di lì a poco.